# Pont de la Barca
El Pont de la Barca és una obra de Girona inclosa a l'Inventari del Patrimoni Arquitectònic de Catalunya.

## Descripció
És un pont de ferro amb una estructura principal formada per tres trams continus de bigues tipus gelosia, de 3mts de cantell. Hi ha dos trams de 35mts i un de 28mts de longitud. Presenta una amplada de 6, 47mts (4,47mts d'alçada i voreres d'1mt). Les voreres són de planxa metàl·lica i les baranes de malla decorada. El paviment es troba a 7mts per sobre del llit del riu. Els estreps i pilars són de fàbrica de carreus.

## Història
Aquest havia estat un lloc de pas des de molt antic. Anteriorment hi havia funcionat una barca per travessar el riu. L'any 1902 s'inicià la construcció del primer tram de la carretera de Girona a Les Planes i del pont de la Barca. Sembla que era projectat com una continuació de la Ronda Ferran Puig, lligant el pont en projecte del Güell fins al pont que comenten en el Ter. El pont fou construït per "La Maquinista Terrestre y Marítima" de Barcelona. A més hi va col·laborar per la seva col·locació el contractista Simó Batlle de Sant Gregori, acabant-se les obres abans de 1905. L'any 1965 el MOPU construí un altre pont a 100mts més avall quedant considerablement alleugerit de tràfic aquest pont de ferro.